# Васильков, Валерий Денисович
Валерий Денисович Васильков (15 августа 1946 — 2 февраля 2019)  — глава города Волгоград. Депутат Волгоградского городского совета народных депутатов. Генеральный директор треста  «Сибмехмонтаж» Минмонтажспецстроя СССР.

## Биография
Молодость прошла в областном центре — учился в Политехническом институте на инженера-механика, трудился мастером специального производственно-монтажного управления треста «Сибмехмонтаж» Минмонтажспецстроя СССР. Отслужил в армии, после чего вернулся в организацию, доработав до поста гендиректора. После этого и началась его политическая карьера.
С 2004 года входил в Волгоградский городской Совет народных депутатов по избирательному округу №3 Тракторозаводского района.
С 27 апреля 2012 года по 15 апреля 2013 года проработал на посту главы города Волгоград. С поста ушел написав заявление по собственному желанию.
Ушёл из жизни 2 февраля 2019 года из-за проблем с сердцем.

## Награды, признания
Награждался почётными грамотами от Министерств, областной и городской администрации.
- «Почётный металлург Российской Федерации» 2002 г.